# Escravidão no Japão
O Japão teve um sistema oficial de escravidão do período Yamato (3 d.C.), até o final do período Sengoku.

## Início da escravidão
A exportação de escravos do Japão é registrado nos arquivos chineses no século III d.C., mas não é claro como o sistema funcionava e se esta era uma prática comum na época. Os escravos eram chamados de Seikō (生口) (lit.: "voz viva "). A exportação de escravos do Japão cessou, em parte, por causa do isolacionismo japonês e do sinocentrismo.
No século VIII, os escravos eram chamados de Nuhi (奴婢), e as leis foram criadas de acordo com Ritsuryousei (律令制). Esses escravos tendiam a trabalhar na agricultura e em trabalhos domésticos. Informações sobre a população escrava é imprecisa, mas a proporção de escravos que se estima seria cerca de 5% da população.
A escravidão persistiu no período Sengoku (1467-1615), mesmo que a pratica da escravidão fosse anacrônica, parece ter tornado-se comum entre as elites. Em 1590, a escravidão foi oficialmente banida por Toyotomi Hideyoshi; mas as formas de contrato e a escravidão persistiram, juntamente com o período do código penal do trabalho forçado. Posteriormente, no período Edo, leis penais prescreviam "trabalho forçado" para a família de criminosos executados no Artigo 17 da Gotōke reijō (Leis da Casa Tokugawa), mas a prática nunca se tornou comum. O 1711 Gotōke reijō foi compilado a partir de mais de 600 estatutos promulgados entre 1597 e 1696.

### O comércio português de escravos japoneses
Depois que os portugueses fizeram o primeiro contato com o Japão, em 1543, o trafico de escravos se desenvolveu em grande escala no qual os portugueses compravam japoneses como escravos no Japão e vendiam para os diversos locais no exterior, incluindo no próprio país, durante os séculos XVI e XVII. Muitos documentos mencionam o grande comércio de escravos, junto com os protestos contra a escravização dos japoneses. Os escravos japoneses provavelmente foram os primeiros do país a chegar na Europa, e os portugueses compraram um grande número de jovens escravas japonesas para serem levadas para Portugal para fins sexuais, como observado pela Igreja, no ano de 1555.[carece de fontes?] D. Sebastião, alertado por missionários jesuítas temia que isto fosse ter um efeito negativo sobre conversão católica, desde que o comércio de escravos japoneses estava crescendo a proporções gigantescas, por isso ordenou que a escravidão japonesa fosse proibida em 1571. Pelo menos mais de várias centenas de mulheres japonesas foram vendidas.
Mulheres japonesas escravas foram vendidas ainda como concubinas para lascares asiáticos ,assim como para os seus homólogos europeus, servindo em navios portugueses de negociação no Japão, como mencionado em um documento de 1598 por Luis Cerqueira, um jesuíta português. Escravos japoneses foram levados pelos portugueses para Macau, onde foram vendidos como escravos.
Hideyoshi ficou tão revoltado ao ver que o seu próprio povo estava sendo vendido em massa para a escravidão em Kyushu, que ele escreveu uma carta para o Jesuíta Gaspar Coelho, em 24 de julho de 1587, pedindo para que portugueses, siameses (tailandês), e os cambojanos parassem de comprar e escravizar os japoneses, assim como o retorno de escravos japoneses que estavam em países mais distantes, como a Índia. Hideyoshi culpou os portugueses e jesuítas pelo comércio de escravos.
Alguns escravos coreanos eram comprados pelos portugueses e trazidos de volta para Portugal, do Japão, de onde tinham sido escravizados entre as dezenas de milhares de coreanos prisioneiros de guerra, levados para o Japão durante a invasão japonesa da Coreia (1592-1598). Os historiadores apontam que, ao mesmo tempo e que Hideyoshi expressou sua indignação e ultraje pelo comércio português de escravos japoneses, ele estava envolvido em um comércio em massa de escravos coreanos prisioneiros de guerra no Japão.
Fillippo Sassetti viu alguns chineses e japoneses escravos, em Lisboa, entre a grande comunidade de escravos em 1578, embora a maioria dos escravos fossem negros.
Os portugueses "conceituavam" escravos asiáticos, como os chineses e os japoneses, muito mais "do que os escravos da África Subsaariana". Atribuindo qualidades como a inteligência e o zelo para os escravos chineses e japoneses, e por isso eles foram mais favorecidos.
Em 1595, foi aprovada uma lei em Portugal que proibia a venda e a compra de escravos chineses e japoneses.

## Segunda Guerra Mundial
Na primeira metade da era Shōwa, o Império do Japão anexou  países asiáticos, a partir do final do século XIX em diante,  instituições incluindo a escravidão foram abolida nos países. No entanto, durante a Segunda Guerra Sino-Japonesa e a Guerra do Pacífico, os militares Japoneses utilizaram milhões de civis e prisioneiros de guerra para o trabalho forçado, em projetos como a Ferrovia da Birmânia.
De acordo com um estudo conjunto realizado pelos historiadores, incluindo Zhifen Ju, Mitsuyoshi Himeta, Toru Kubo e Marca Peattie, mais de 10 milhões de civis chineses foram usados pela Kōa-em (Conselho de Desenvolvimento da Ásia Oriental) em trabalhos forçados. De acordo com os militares japoneses o próprio recorde, cerca de 25% de 140.000 prisioneiros, aliados de guerra, morreram enquanto internados em campos de prisão japonês, onde eram forçados a trabalhar (prisioneiros de guerra dos Estados Unidos morreram em uma taxa de 27%). Mais de 100.000 civis e prisioneiros de guerra, morreram na construção da Ferrovia da Birmânia. A Biblioteca do Congresso dos EUA estima que, em Java, entre 4 e 10 milhões de romusha (em Japonês: "trabalhador manual"), eram obrigados a trabalhar pelos militares japoneses. Cerca de 270.000 destes trabalhadores javaneses foram enviados para outras áreas japonesas no sul da ásia oriental. Só 52.000 foram repatriados para  Java, o que significa que houve uma taxa de mortalidade tão alta quanto 80%. (Para mais detalhes, consulte Crimes de guerra do Japão Imperial).
De acordo com os historiadores coreanos, cerca de 670.000 coreanos, foram recrutados para o trabalho, de 1944 a 1945, pela Lei de Mobilização Nacional. Cerca de 670.000 deles foram levadas para o Japão, onde por volta de 60.000 pessoas morreram, entre 1939 e 1945, devido, principalmente, à exaustão ou más condições de trabalho. Muitos dos que foram levados para Prefeitura de Karafuto (moderno Sakhalin) foram presos no final da guerra, despojados de sua nacionalidade e negados de repatriação pelo Japão, se tornando conhecidos como os coreanos-sakhalin. O total de óbitos entre os coreanos forçados a trabalhar na Coreia e Manchúria é estimado entre 270.000 e 810.000.
De acordo com a resolução 121 da Câmara dos Representantes dos Estados Unidos, mais de 200.000 "mulheres de conforto," principalmente originarias da Coreia e da China, e de alguns outros países, como as Filipinas, Taiwan, Birmânia, Índias Orientais Holandesas, Holanda, e Austrália foram forçadas à escravidão sexual durante a Segunda Guerra Mundial, para satisfazer Exército Imperial Japonês e membros da Marinha. Enquanto as desculpas foram entregues pelo governo japonês, os políticos, incluindo o fundo das Mulheres Asiáticas, procuram financiamento de indenizações a ex-mulheres de conforto. O governo Japonês também tem trabalhado em minimizar o seu uso de mulheres de conforto em tempos recentes, alegando que todas as compensações para as suas condutas na guerra foram resolvidos com tratados no pós-guerra, como o Tratado de São Francisco, e, por exemplo, solicitando que o prefeito de Palisades Park, Nova Jersey, derrube um memorial em memória das mulheres de conforto.